# Valdebebas
Valdebebas és un projecte de desenvolupament urbà en construcció a la ciutat de Madrid, Espanya prop de l'aeroport de Barajas. Acollirà uns 12.500 apartaments i cases per a una població de 40.000 habitants. El Parc Forestal de Valdebebas s'està construint amb una superfície de 500 hectàrees. El barri també comptarà amb locals comercials, oficines, hotels i equipaments públics.

## Ubicació
Valdebebas es troba a 8 quilòmetres de la plaça de Castella i del complex de Cuatro Torres al nord-est de Madrid. La zona limita al nord amb La Moraleja, al sud amb IFEMA, a l'est amb l'aeroport internacional de Barajas T-4 i a l'oest amb Sanchinarro.

## Transport

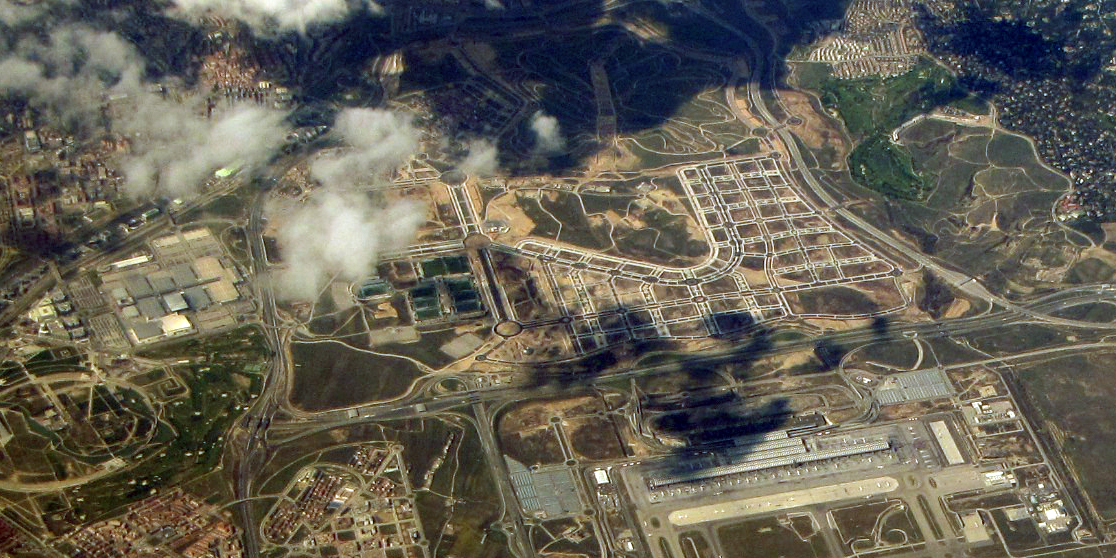

Quatre grans rutes envolten la zona de Valdebebas:
- L'M-11, connecta l'aeroport de Barajas amb el centre de la ciutat.
- L'M-40, una de les principals circumval·lacions de Madrid.
- El Radial 2, que dirigeix a la regió nord-est de Madrid.
- L'M-12, l'eix nord-sud de l'aeroport.

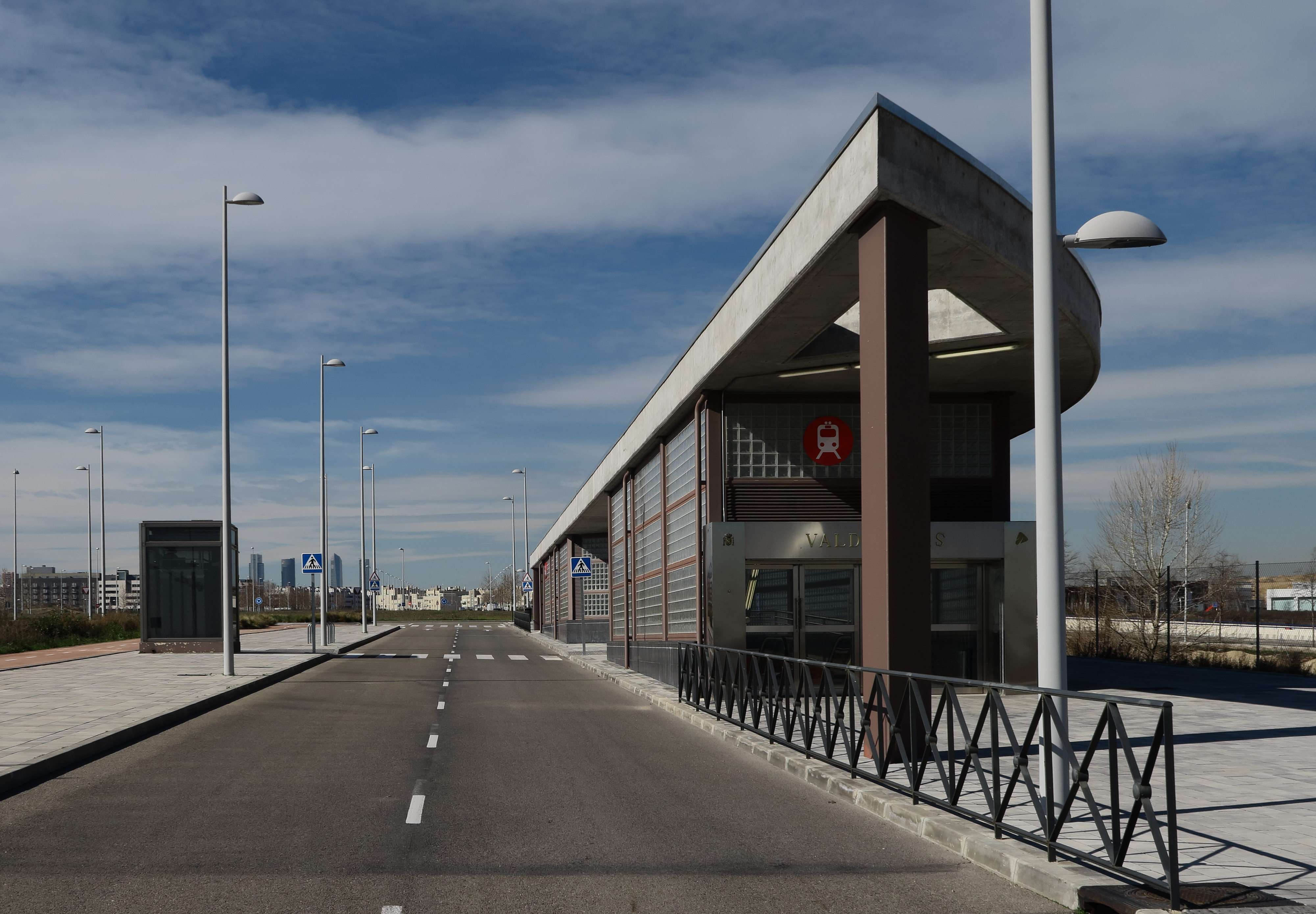
Estació de ferrocarril de Valdebebas

S'hi està construint una estació de la línia de Rodalies. L'estació forma part d'una prolongació de la línia que inclou dues parades més: Barajas T-4 i Fuente de la Mora, aquesta última ja en ús. L'estació de tren de Valdebebas es va completar el 2011, però romania fora de servei al febrer de 2013. El túnel, que disposa de vies de doble via, també acollirà el tren d'alta velocitat AVE amb sortida a la Terminal 4, sense parada a Valdebebas. També hi ha el compromís de l'Ajuntament de Madrid d'obrir línies d'autobús urbà per al nou barri. L'estació va obrir el servei el desembre de 2015.

## Instal·lacions d'entrenament del Reial Madrid
Valdebebas és la seu de Ciudad Real Madrid, les instal·lacions d'entrenament i formació del Reial Madrid.